# Bruno Löwenberg
Bruno Löwenberg (* 4. September 1907 in Halle (Saale); † 26. Oktober 1994) war ein deutscher römisch-katholischer Geistlicher, Liturgiewissenschaftler und Pastoraltheologe.

## Leben
Löwenberg studierte ab 1928 Theologie an der Päpstlichen Universität Gregoriana in Rom. Dort promovierte er 1931 in Philosophie (Dr. phil.) und empfing 1934 ebenda das Sakrament der Priesterweihe. Mit der Dissertationsschrift Das Rituale des Kardinals Julius Antonius Sanctorius promovierte er 1936 in Rom zum Dr. theol.
Von 1936 bis 1946 war er Seelsorger im Erzbischöflichen Kommissariat Magdeburg, dort von 1936 bis 1942 Pfarrvikar an der Kirche St. Josef (Wolmirstedt). 1946 wechselte er als Subregens an das Erzbischöfliche Priesterseminar in Paderborn. Zum Dozenten für Liturgik wurde Löwenberg 1949 an der Erzbischöflichen Akademie Paderborn ernannt. An dem am 11. Mai 1952 eröffneten Priesterseminar auf der Huysburg bei Halberstadt war er bis 1953 der erste Regens, und schließlich von 1953 bis 1972 Professor für Pastoraltheologie und Liturgiewissenschaft am „Philosophisch-Theologischen Studium Erfurt“ (heute Katholisch-Theologische Fakultät der Universität Erfurt).